# Kisnamény
Kisnamény là một thị trấn thuộc hạt Szabolcs-Szatmár-Bereg, Hungary. Thị trấn này có diện tích 18,01 km², dân số năm 2010 là 305 người, mật độ 17 người/km².